# Hoplolabis machidai
Hoplolabis machidai är en tvåvingeart som först beskrevs av Alexander 1931.  Hoplolabis machidai ingår i släktet Hoplolabis och familjen småharkrankar. Inga underarter finns listade i Catalogue of Life.